# Échelle de résistances
Pour les articles homonymes, voir Résistance.

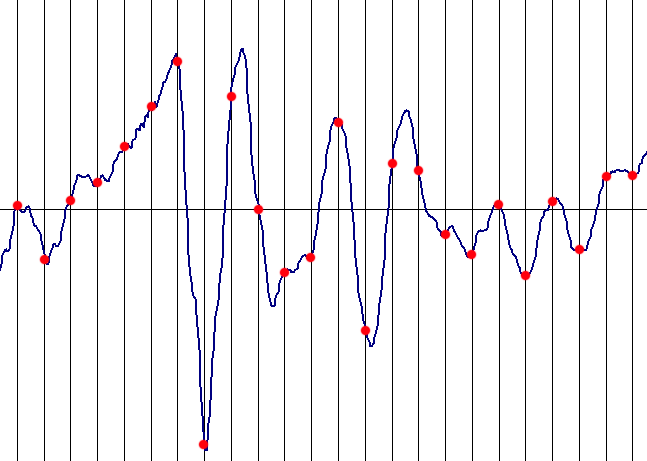
Une des images liées à son élément wikidata

Une échelle de résistances (aussi nommé parfois réseau de résistances) est un circuit électrique composé d'unités répétitives de résistances.
Une échelle R – 2R est un moyen simple et peu coûteux d'effectuer une conversion numérique-analogique, en utilisant des arrangements répétitifs de réseaux de résistances précis dans une configuration en forme d'échelle.